# Luigi Bentivoglio
Luigi Bentivoglio (29 ottobre 1666 – Venezia, 17 aprile 1744) figlio del marchese Ippolito Bentivoglio, era un nobile della famiglia Bentivoglio di Ferrara. Marchese di Magliano dal 1685 al 1744.

## Biografia
Luigi Bentivoglio d’Aragona nacque dal marchese Ippolito e da Lucrezia Pio di Savoia il 29 ottobre 1666.
Nel 1685, alla morte del padre, gli succedette come marchese di Magliano e nello stesso anno venne eletto riformatore dello studio pubblico di Ferrara.
Nel 1690 conseguì la laurea in teologia presso l’ateneo ferrarese e cominciò una brillante carriera come accademico e letterato. La sua produzione letteraria, consistente in discorsi accademici, lettere, orazioni e poesie liriche, fu estremamente prolifica.
Verso la fine del XVII secolo si trasferì a Venezia.
Fu un grande mecenate, protettore di artisti e letterati, e a partire dal 23 marzo 1699 ospitò nel suo palazzo di Ferrara la colonia arcadica ferrarese.
Nel 1729 Filippo V di Spagna concesse al suo cortigiano Ippolito, figlio primogenito di Luigi, e ai suoi discendenti il titolo di Grande di Spagna. Tuttavia, il 12 novembre dello stesso anno Ippolito morì senza eredi maschi, così nel 1731 il Re di Spagna concesse a Luigi gli stessi privilegi che due anni prima aveva concesso a suo figlio Ippolito, anche grazie all’intercessione del cardinale Cornelio Bentivoglio, fratello di Luigi e ministro di Filippo V.
Morì a Venezia il 17 aprile 1744.

## Matrimonio e figli
Luigi Bentivoglio sposò il 14 febbraio 1692 Marianna Pepoli (5 maggio 1673-?), figlia di Guido V Pepoli, marchese di Preda. La coppia ebbe quattro figli, di cui gli ultimi tre nacquero a Venezia:
- Ippolito Bentivoglio (28 ottobre 1694 – 12 novembre 1729), che sposò Maria Anna Gonzaga (1706 – 1758), figlia di Ottavio Gonzaga marchese di Vescovato.
- Eleonora (31 agosto 1696 – ...), che sposò il marchese bolognese Luigi Albergati.
- Lucrezia (6 aprile 1701 – 12 aprile 1786[3]), che sposò il marchese Alfonso Francesco Bevilacqua in prime nozze nel 1718, e il marchese Ercole Rondinelli in seconde nozze.
- Guido Bentivoglio (28 luglio 1705 – 8 gennaio 1759)

## Ascendenza
|                                                     |                                                     |                                                     | Genitori                                                   |  |  | Nonni |  |  | Bisnonni                                     |  |  | Trisnonni                                           |  |
|                                                     |                                                     |                                                     |                                                            |  |  |       |  |  | 8. Enzo Bentivoglio, I marchese di Scandiano |  |  | 16. Cornelio I Bentivoglio, I marchese di Gualtieri |  |
|                                                     |                                                     |                                                     |                                                            |  |  |       |  |  | 8. Enzo Bentivoglio, I marchese di Scandiano |  |  | 16. Cornelio I Bentivoglio, I marchese di Gualtieri |  |
|                                                     |                                                     | 17. Isabella Bendidio                               |                                                            |  |  |       |  |  | 8. Enzo Bentivoglio, I marchese di Scandiano |  |  |                                                     |  |
| 4. Cornelio II Bentivoglio, I marchese di Magliano  |                                                     |                                                     |                                                            |  |  |       |  |  | 8. Enzo Bentivoglio, I marchese di Scandiano |  |  |                                                     |  |
|                                                     |                                                     | 9. Caterina Martinengo Colleoni                     | 18. Francesco Martinengo Colleoni, conte                   |  |  |       |  |  |                                              |  |  |                                                     |  |
|                                                     |                                                     | 9. Caterina Martinengo Colleoni                     | 18. Francesco Martinengo Colleoni, conte                   |  |  |       |  |  |                                              |  |  |                                                     |  |
|                                                     |                                                     | 9. Caterina Martinengo Colleoni                     | 19. Beatrice Langosco                                      |  |  |       |  |  |                                              |  |  |                                                     |  |
| 2. Ippolito II Bentivoglio, II marchese di Magliano |                                                     | 9. Caterina Martinengo Colleoni                     |                                                            |  |  |       |  |  |                                              |  |  |                                                     |  |
|                                                     |                                                     | 10. Alfonso Strozzi, conte                          | 20. Nicola Palla Strozzi, patrizio di Ferrara              |  |  |       |  |  |                                              |  |  |                                                     |  |
|                                                     |                                                     | 10. Alfonso Strozzi, conte                          | 20. Nicola Palla Strozzi, patrizio di Ferrara              |  |  |       |  |  |                                              |  |  |                                                     |  |
|                                                     |                                                     | 10. Alfonso Strozzi, conte                          | 21. Anna Bevilacqua                                        |  |  |       |  |  |                                              |  |  |                                                     |  |
| 5. Anna Strozzi                                     |                                                     | 10. Alfonso Strozzi, conte                          |                                                            |  |  |       |  |  |                                              |  |  |                                                     |  |
|                                                     |                                                     | 11. Caterina Turchi                                 | 22. Alfonso Turchi, II conte di Crespino e Ariano          |  |  |       |  |  |                                              |  |  |                                                     |  |
|                                                     |                                                     | 11. Caterina Turchi                                 | 22. Alfonso Turchi, II conte di Crespino e Ariano          |  |  |       |  |  |                                              |  |  |                                                     |  |
|                                                     |                                                     | 11. Caterina Turchi                                 | 23. Livia Obizzi                                           |  |  |       |  |  |                                              |  |  |                                                     |  |
| 1. Luigi Bentivoglio, III marchese di Magliano      |                                                     | 11. Caterina Turchi                                 |                                                            |  |  |       |  |  |                                              |  |  |                                                     |  |
|                                                     | 12. Enea Silvio Pio di Savoia, reggente di Sassuolo | 24. Marco Pio di Savoia, signore di Sassuolo        |                                                            |  |  |       |  |  |                                              |  |  |                                                     |  |
|                                                     | 12. Enea Silvio Pio di Savoia, reggente di Sassuolo | 24. Marco Pio di Savoia, signore di Sassuolo        |                                                            |  |  |       |  |  |                                              |  |  |                                                     |  |
|                                                     | 12. Enea Silvio Pio di Savoia, reggente di Sassuolo | 25. Lucrezia Roverella                              |                                                            |  |  |       |  |  |                                              |  |  |                                                     |  |
| 6. Ascanio Pio di Savoia, principe di San Giorgio   | 12. Enea Silvio Pio di Savoia, reggente di Sassuolo |                                                     |                                                            |  |  |       |  |  |                                              |  |  |                                                     |  |
|                                                     |                                                     | 13. Barbara Turchi                                  | 26. Ippolito Turchi, I conte di Crespino e Ariano          |  |  |       |  |  |                                              |  |  |                                                     |  |
|                                                     |                                                     | 13. Barbara Turchi                                  | 26. Ippolito Turchi, I conte di Crespino e Ariano          |  |  |       |  |  |                                              |  |  |                                                     |  |
|                                                     |                                                     | 13. Barbara Turchi                                  | 27. Ippolita Tassoni                                       |  |  |       |  |  |                                              |  |  |                                                     |  |
| 3. Lucrezia Pio di Savoia                           |                                                     | 13. Barbara Turchi                                  |                                                            |  |  |       |  |  |                                              |  |  |                                                     |  |
|                                                     |                                                     | 14. Enzo Bentivoglio, I marchese di Scandiano (= 8) | 28. Cornelio I Bentivoglio, I marchese di Gualtieri (= 16) |  |  |       |  |  |                                              |  |  |                                                     |  |
|                                                     |                                                     | 14. Enzo Bentivoglio, I marchese di Scandiano (= 8) | 28. Cornelio I Bentivoglio, I marchese di Gualtieri (= 16) |  |  |       |  |  |                                              |  |  |                                                     |  |
|                                                     |                                                     | 14. Enzo Bentivoglio, I marchese di Scandiano (= 8) | 29. Isabella Bendidio (= 17)                               |  |  |       |  |  |                                              |  |  |                                                     |  |
| 7. Beatrice Bentivoglio                             |                                                     | 14. Enzo Bentivoglio, I marchese di Scandiano (= 8) |                                                            |  |  |       |  |  |                                              |  |  |                                                     |  |
|                                                     |                                                     | 15. Caterina Martinengo Colleoni (= 9)              | 30. Francesco Martinengo Colleoni, conte (= 18)            |  |  |       |  |  |                                              |  |  |                                                     |  |
|                                                     |                                                     | 15. Caterina Martinengo Colleoni (= 9)              | 30. Francesco Martinengo Colleoni, conte (= 18)            |  |  |       |  |  |                                              |  |  |                                                     |  |
|                                                     |                                                     | 15. Caterina Martinengo Colleoni (= 9)              | 31. Beatrice Langosco (= 19)                               |  |  |       |  |  |                                              |  |  |                                                     |  |
|                                                     |                                                     | 15. Caterina Martinengo Colleoni (= 9)              |                                                            |  |  |       |  |  |                                              |  |  |                                                     |  |